# مارغو في العرس (فلم)
مارغو في العرس (بالإنجليزية: Margot at the Wedding) فيلم تراجيدي - كوميدي أمريكي من تأليف وإخراج نوا بومباش وبطولة نيكول كيدمان، من إنتاج عام 2007.
مارغو (نيكول كيدمان) كاتبة قصص قصيرة تصل مع ابنها إلى بيت الطفولة التي تشغله حالياً شقيقتها بولين (جينيفر لايسون ليغ)، وتكون هذه الأخيرة في صدد إعداد زفافها مع خطيبها العاطل عن العمل مالكوم (جاك بلاك). تقوم جميع هذه الشخصيات التي تجد نفسها في وضع غير مريح باستغلال الوضع لتصفية جميع الحسابات القديمة فيما بينها مسببة الألم أحياناً الواحدة تجاه الأخرى. ولكن مع نهاية الفيلم ينكشف فيها الجانب الإنساني الضعيف المثير للشفقة والذي يتشاطره جميع البشر.

## تمثيل
- نيكول كيدمان في دور مارغو
- جينيفر لايسون ليغ في دور بولين
- جاك بلاك في دور مالكوم
- زان بي في دور كلود
- جون تورتورو في دور جيم
- كياران هيندس في دور ديك كوسمان
- فلورا كروس في دور أنغريد
- سيث باريش في دور توبي
- هالي فييفير بدور ميزي كوسمان

## وصلات خارجية
- مارغو في العرس على موقع IMDb (الإنجليزية)
- مارغو في العرس على موقع ميتاكريتيك (الإنجليزية)
- مارغو في العرس على موقع روتن توميتوز (الإنجليزية)
- مارغو في العرس على موقع نتفليكس (الإنجليزية)
- مارغو في العرس على موقع قاعدة بيانات الأفلام العربية
- مارغو في العرس على موقع ألو سيني (الفرنسية)
- مارغو في العرس على موقع Turner Classic Movies (الإنجليزية)
- مارغو في العرس على موقع أول موفي (الإنجليزية)
- مارغو في العرس على موقع بوكس أوفيس موجو (الإنجليزية)
- مارغو في العرس على موقع فيلمافينيتي (الإسبانية)
- الموقع الرسمي للفيلم